# Bâtiment situé 121 rue Kralja Aleksandra à Kragujevac
Le bâtiment situé 121 rue Kralja Aleksandra à Kragujevac (en serbe cyrillique : Зграда у Ул. Краља Александра у Крагујевцу ; en serbe latin : Zgrada u Ul. Kralja Aleksandra u Kragujevcu) se trouve à Kragujevac, dans le district de Šumadija, en Serbie. Il est inscrit sur la liste des monuments culturels protégés de la république de Serbie (identifiant no SK 605).

## Présentation

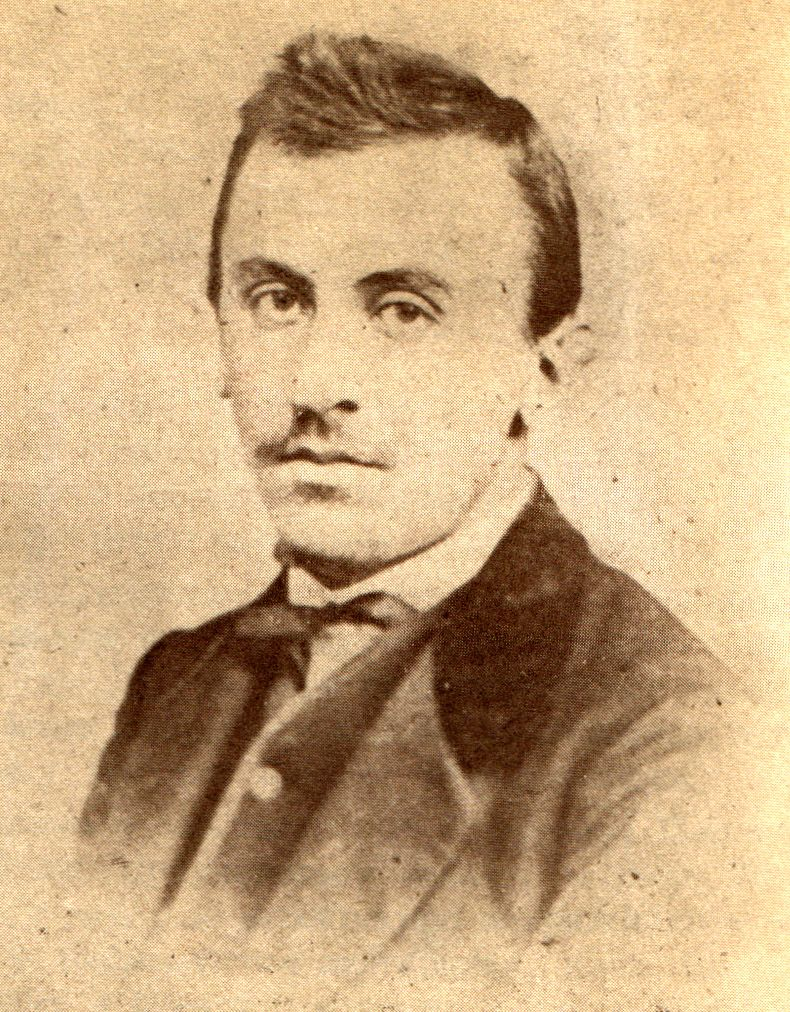
Svetozar Marković

La maison est située 121 rue Kralja Aleksandra I Karađorđevića, dans le centre ancien de Kragujevac ; elle est typique des maisons de ville du XIXe siècle.
Son importance architecturale est moins significative que sa valeur historique. De 1873 à 1875, elle a abrité l'« imprimerie sociale de Kragujevac » (en serbe : Kragujevačka društvena štamparija), dans laquelle a travaillé Svetozar Marković (1846-1875), le fondateur du mouvement socialiste serbe qui y a dirigé et imprimé les journaux Le Public (Javnost) puis Libération (Oslobođenje) et y a écrit de nombreux articles économiques et politiques qui lui ont valu des procès et des séjours en prison.